# Neliopisthus mongolicus
Neliopisthus mongolicus là một loài tò vò trong họ Ichneumonidae.